# Marie-Paule Belle
Pour les articles homonymes, voir Belle.
 (novembre 2024).
Si vous disposez d'ouvrages ou d'articles de référence ou si vous connaissez des sites web de qualité traitant du thème abordé ici, merci de compléter l'article en donnant les références utiles à sa vérifiabilité et en les liant à la section « Notes et références ».
Marie-Paule Belle est une chanteuse et pianiste française, née le 25 janvier 1946 à Pont-Sainte-Maxence (Oise). Elle est connue pour la chanson La Parisienne, qu'elle a créée en 1976, et pour son interprétation de chansons de Barbara. Elle compte parmi ses paroliers Michel Grisolia, ami d'enfance qu'elle rencontre à Nice, Françoise Mallet-Joris, ainsi qu'Isabelle Mayereau, Serge Lama, Dominique Valls, Olivier Belle, Pierre Jolivet, Jean-Jacques Thibaud, Pierre Delanoë et William Sheller.

## Biographie

### Enfance et famille
Elle vit à Nice entre ses 8 et ses 23 ans. Après une maîtrise en psychologie et le décès de sa mère qui était corse, elle gagne Paris afin de poursuivre ses études, et surtout jouer dans des cabarets comme L'Échelle de Jacob ou L'Écluse.

### 1969-1983: naissance deLa Parisienne
Sa carrière commence en 1969, après avoir gagné un concours télévisé (l’émission Chapeau de Radio Monte Carlo) auquel elle s'était inscrite à la suite d'un pari avec ses amis de la faculté. Elle enregistre alors un premier 45 tours chez CBS, puis un second chez BAM.
Son premier 33 tours (Sonopresse) date de 1973. Sa première apparition télévisée a lieu le samedi 11 mars 1973, sur le plateau de Philippe Bouvard qui lui demande de chanter deux chansons (Wolfgang et moi et Nosferatu) au lieu d'une seule comme il était prévu, dans l'émission Samedi soir.
En 1973, elle reçoit le prix de l'académie Charles-Cros et le prix de l'Académie du disque. Elle se produit la même année pour la première fois à Bobino.
Elle reçoit en 1974, à Spa, le Grand Prix de la chanson française, remis par la Communauté des radios publiques de langue française.
En 1975, elle rencontre Serge Lama au cabaret l'Écluse, et fait une tournée avec lui dans toute la France.
En 1976, la chanson La Parisienne est un très grand succès, ce qui lui vaut en 1977 un disque d’or.
En 1978, elle se produit à l'Olympia et en 1980 au Théâtre des Variétés.
À cette époque, hormis les chansons qui ont fait son succès, elle enregistre deux 45 tours assez particuliers dont un 45 tours pour les enfants qui sort en 1978 chez Adès, et comprend deux chantefables écrites et racontées par Françoise Mallet-Joris (La bicyclette et L'arbre des villes et l'arbre des champs) dont elle chante les chansons.
En 1982, sort un 45 tours publicitaire pour la marque Philips où sa plus célèbre chanson La Parisienne devient un slogan publicitaire.[réf. nécessaire]
En 1981, à la suite d'une rupture de contrat avec Polydor, la maison de disques avec laquelle elle a obtenu ses plus gros succès de ventes de disques principalement avec des albums, elle signe un contrat chez Carrère, maison de disques qui à l'époque élargissait son catalogue en récupérant des artistes victimes de ruptures de contrats.
De 1981 à 1987, elle sort trois albums studio et un album en public, mais surtout huit 45 tours. Mais seule sa reprise de La biaiseuse, chanson créée par Mademoiselle Allems en 1912 puis reprise par Annie Cordy en 1956, connaît un certain succès en 1982.
Jusqu'en 1983, sa carrière bat son plein et les dates de tournées sont nombreuses.

### 1983-2001:  poésie et chansons
En 1983, elle chante en Belgique, et, en 1985, au Théâtre de la Ville.
Son style de chansons, toujours humoristique et tendre pour les textes, évolue musicalement en passant d'orchestrations classiques très acoustiques à des orchestrations plus synthétiques.
En 1987, elle publie une brève autobiographie (Je ne suis pas parisienne, ça me gêne…, Carrère-Lafon) et un livre lui est consacré chez Seghers dans la collection « Poésie et chansons » (Marie-Paule Belle, no  57). De 1987 à 1997, France 2 diffuse une parodie de La Parisienne, interprétée par Marie-Paule Belle elle-même, comme générique de l'émission Matin Bonheur.
En 1988, elle reçoit le titre de Chevalier de l’Ordre des Arts et des Lettres, puis est décorée de l’Ordre National du Mérite. Elle joue la même année dans une pièce de Labiche, Si jamais je te pince, au festival d'Avignon.
En 1990, avec Françoise Mallet-Joris, elle achève un opéra-bouffe sur Lucrèce Borgia, qui n'a jamais été joué.
En 1996, elle participe à l'enregistrement de la série de disques Les plus belles chansons françaises, éditée, avec un fascicule pour chaque CD, par les éditions Atlas, et produite par le label Meps. Elle y reprend plusieurs chansons de différents artistes, dont Les petits papiers, écrite et composée par Serge Gainsbourg, mais créée par Régine, Les Sucettes, également écrite et composée par Serge Gainsbourg, mais créée par France Gall, Il est cinq heures, Paris s'éveille, écrite par Jacques Lanzmann et Anne Segalen, composée et créée par Jacques Dutronc, On laisse tous un jour, écrite par Hugues Aufray, mais créée par Michel Fugain et le Big Bazar, mais surtout déjà deux succès de Barbara : L'Aigle noir et Nantes.
En 1995, elle passe au Théâtre de Dix Heures puis aux Francofolies de La Rochelle et de Montréal. En 1997, elle se produit à nouveau au Théâtre de Dix Heures.[réf. nécessaire]

### Années 2010

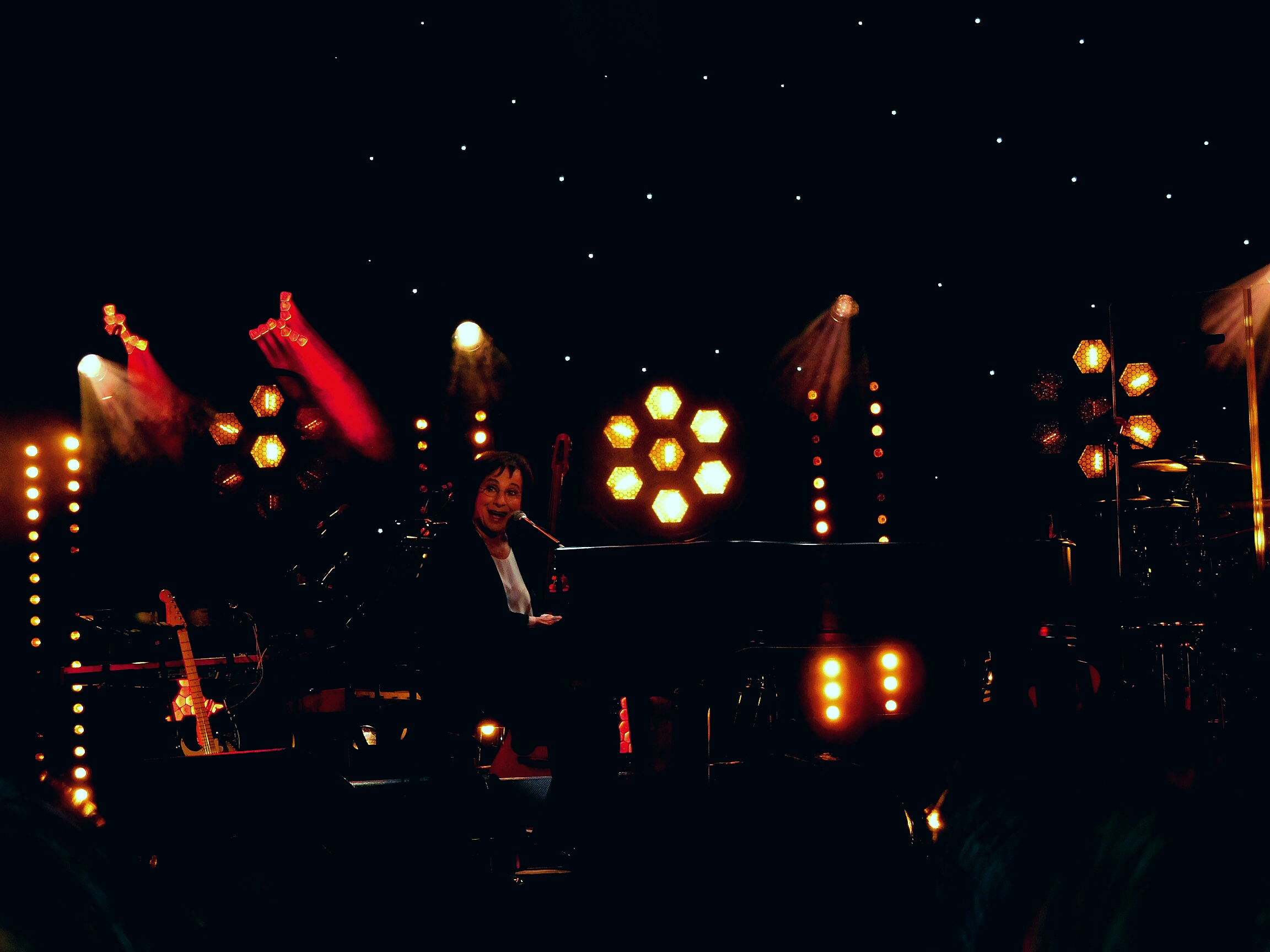
Marie-Paule Belle sur la croisière Âge Tendre, en novembre 2017.

En 2010, elle crée un nouveau spectacle, De Belle à Barbara, composé pour moitié de son propre répertoire, et pour moitié de chansons de Barbara. Elle le joue en particulier à l'Alhambra, en province, au Luxembourg, en Belgique et en Suisse.
Produit par 796 internautes sous le label Akamusic, son album suivant, ReBelle, sort le 14 novembre 2011. Pour l'occasion, Marie-Paule repart sur les routes de France, après son spectacle à l'Alhambra.
Elle est en outre membre du jury du premier Prix Barbara, remis par le ministre Frédéric Mitterrand en juin 2010.
Parallèlement, elle enchaîne les galas et concerts. Elle participe pour la première fois à la croisière Âge tendre en novembre 2017.

### Années 2020

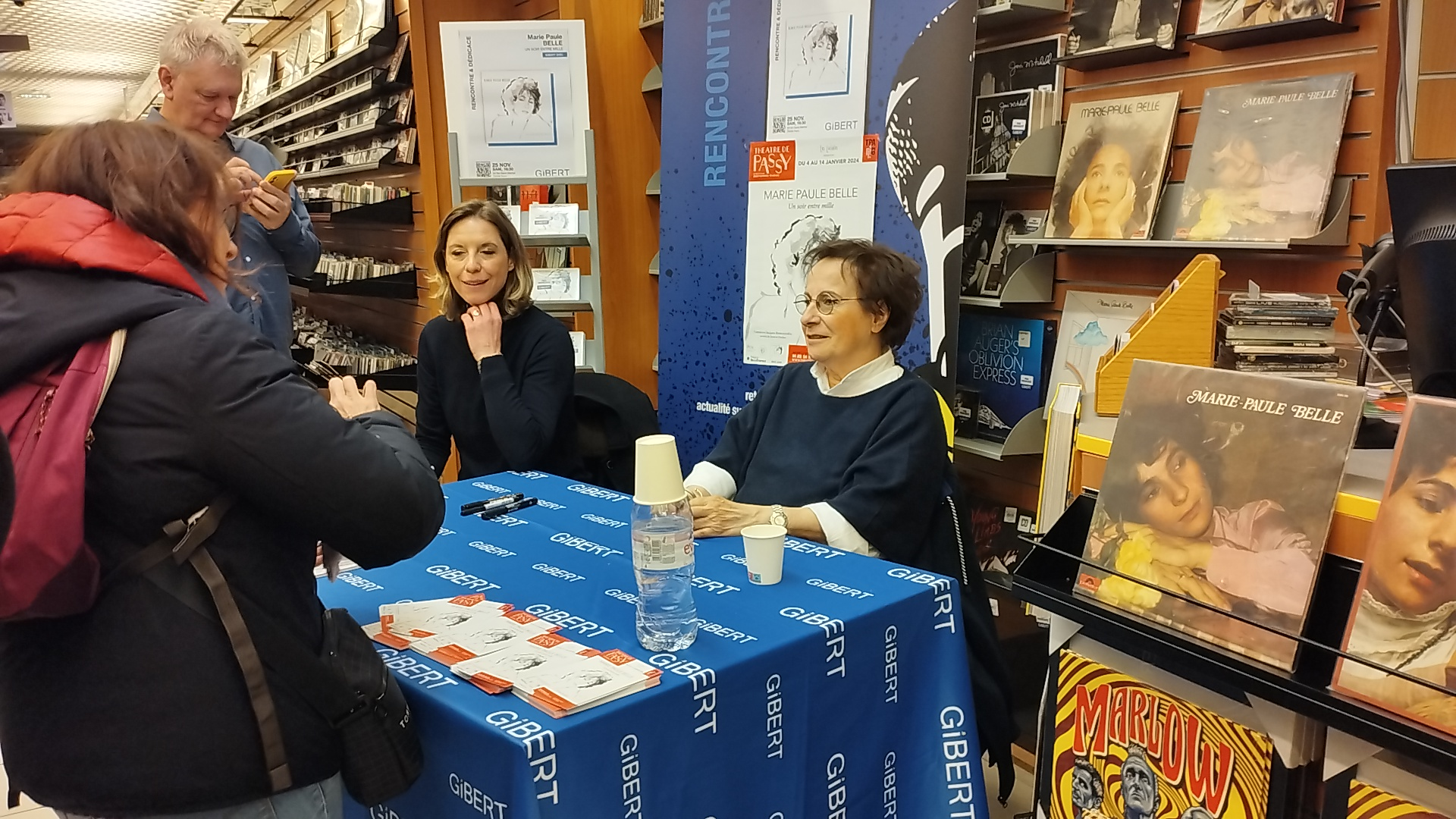
Marie-Paule Belle en dédicace à Gibert Joseph, en novembre 2023.

En juin 2023, elle programme une série de concerts au théâtre de Passy, qu'elle est contrainte de reporter à janvier 2024 pour des raisons de santé. Elle donne également une série de concerts dans ce même théâtre au mois de juin de la même année,.
Le 2 novembre 2024, elle donne un récital aux Folies Bergère, à Paris.

### Vie privée
Marie-Paule Belle a été, de 1970 à 1981, la compagne de la romancière Françoise Mallet-Joris, qui était également sa parolière. Sans afficher leur relation homosexuelle de manière explicite, les deux femmes ne l'ont jamais non plus cachée à une époque où cela se montrait encore peu.
Elle déclare en 2015 à ce sujet : « Pendant des années, je n'éprouvais pas le besoin d'aborder ce sujet, puisque je le vivais naturellement avec Françoise. Nous avions, sans le chercher, un parfum de scandale, mais de liberté. On nous invitait aussi pour ça ».

## Discographie